# Dwars door België 1951
De zevende editie van Dwars door België werd verreden op zaterdag 28 en zondag 29 april 1951. Deze editie ging over twee etappes en het eindklassement werd weer gewoon op tijd bepaald (in plaats van op basis van punten zoals in 1950). 

## 1e etappe

### Wedstrijdverloop
De start van de 1e etappe lag in Waregem en de finish in Eisden. De afstand bedroeg 246 km. Er gingen 93 renners van start in Waregem. Het was koud en regenachtig, dit zorgde voor een natuurlijke selectie. In Aalst was het weer zeer slecht, de regen viel met bakken uit de hemel en veel renners stapten af. Hendrickx en Impanis gingen bij Mechelen samen op avontuur. In Beringen hadden ze al ruim vijf minuten op de achtervolgers. Bij de lokale ronden in Eisden was de voorsprong al ruim zeven minuten. Impanis verraste de snellere Hendrickx in de sprint en won deze etappe.

### Hellingen
Voor zover bekend moesten de volgende hellingen in de 1e etappe beklommen worden:

### Uitslag
| Plaats  | Naam             | Ploeg | Tijd     |
| ------- | ---------------- | ----- | -------- |
| Winnaar | Raymond Impanis  |       | 6u24'00" |
| 2       | Marcel Hendrickx |       | z.t.     |
| 3       | Karel De Baere   |       | op 7'30" |

## 2e etappe

### Wedstrijdverloop
De 2e etappe ging een dag later van Eisden terug naar Waregem, de afstand bedroeg 246 km. Er gingen 64 renners van start in Eisden. De leider Impanis controleerde de wedstrijd professioneel maar kreeg bij Nederbrakel een lekke band. Vlak na Zegelsem in de klim van de Keiweg-Leberg ontsnapte Rondelé, maar bij Ouwegem werd hij weer ingelopen. Nu trokken Rosseel en De Mulder in de aanval. In Kruishoutem kwam alles weer samen. In de lokale ronden te Waregem kwam er een demarrage van Desplenter, Maelbrancke reageerde en won deze etappe. Er werden slechts acht renners opgenomen in het eindklassement, Impanis die in de 1e etappe 1e werd, wist in de 2e etappe ook voor Hendrickx te blijven. Ondanks dat ze beiden dezelfde tijd hadden won Impanis zo het eindklassement.

### Hellingen
Voor zover bekend moesten de volgende hellingen in de 2e etappe beklommen worden:

### Uitslag
| Plaats  | Naam               | Ploeg | Tijd     |
| ------- | ------------------ | ----- | -------- |
| Winnaar | André Maelbrancke  |       | 6u45'00" |
| 2       | Georges Desplenter |       | z.t.     |
| 3       | Michel Wallijn     |       | z.t.     |

## Eindklassement
| Plaats  | Naam               | Ploeg | Tijd      |
| ------- | ------------------ | ----- | --------- |
| Winnaar | Raymond Impanis    |       | 13u09'15" |
| 2       | Marcel Hendrickx   |       | z.t.      |
| 3       | André Rosseel      |       | op 7'15"  |
| 4       | Karel De Baere     |       | op 7'30"  |
| 5       | Baziel Wambeke     |       | op 8'00"  |
| 6       | Roger Desmet       |       | z.t.      |
| 7       | Georges Vermeersch |       | op 9'15"  |
| 8       | Marcel Driesen     |       | z.t.      |

1945 · 1946 · 1947 · 1948 · 1949 · 1950 · 1951 · 1952 · 1953 · 1954 · 1955 · 1956 · 1957 · 1958 · 1959 · 1960 · 1961 · 1962 · 1963 · 1964 · 1965 · 1966 · 1967 · 1968 · 1969 · 1970 · 1971 · 1972 · 1973 · 1974 · 1975 · 1976 · 1977 · 1978 · 1979 · 1980 · 1981 · 1982 · 1983 · 1984 · 1985 · 1986 · 1987 · 1988 · 1989 · 1990 · 1991 · 1992 · 1993 · 1994 · 1995 · 1996 · 1997 · 1998 · 1999 · 2000 · 2001 · 2002 · 2003 · 2004 · 2005 · 2006 · 2007 · 2008 · 2009 · 2010 · 2011 · 2012 · 2013 · 2014 · 2015 · 2016 · 2017 · 2018 · 2019 · 2020 · 2021 · 2022 · 2023 · 2024

Lijst van beklimmingen